# Riu Orbe
El riu Orbe és un riu de curta longitud (67 km) que discorre per França i Suïssa. És un afluent del riu Aar, pertanyent per tant a la conca del Rin. Neix a la regió francesa del Jura, on desemboca en el llac de Joux al costat de la frontera amb Suïssa, la qual travessa de forma subterrània per aparèixer a la regió de Vallorbe i, més tard, a través de diferents llacs i canals, desemboca en el riu Aar. En l'última part del seu curs (després de rebre al seu afluent el riu Talent), l'Orbe canvia de nom a Thièle o Thielle (Zihl en alemany). No s'ha de confondre amb un altre riu francès del mateix nom que és afluent del riu Arrats a la conca del riu Garona.

## Hidronímia
El seu nom és relatiu a que el seu curs desapareix en alguns llocs, de fet s'hauria originat de la paraula llatina "urba" que significa "riu fosc".

## Geografia

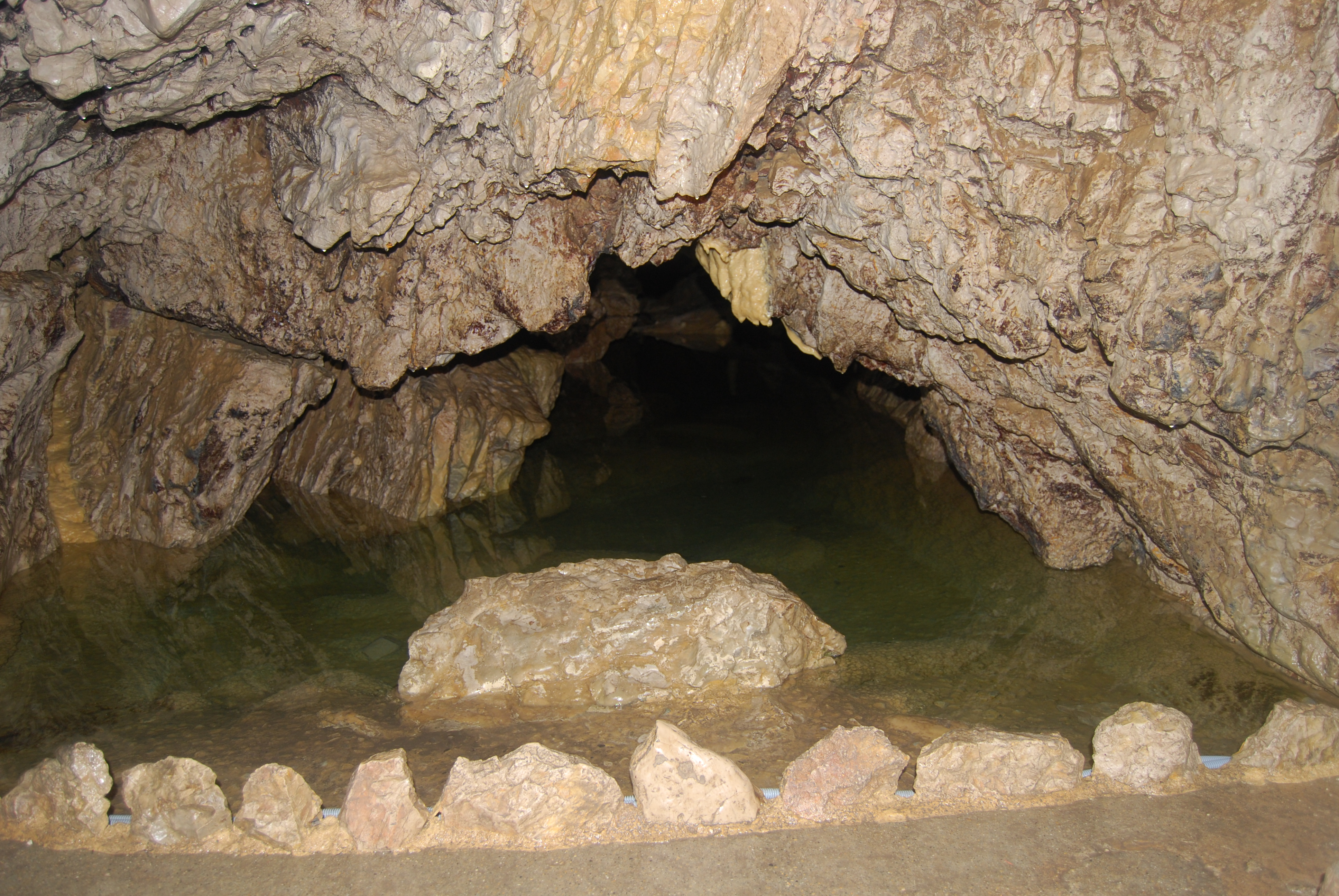
Les Coves de Vallorbe, ressorgiment de l'Orbe després de la seva ruta subterrània.

El riu Orbe té la seva font a Les Rousses, i poc després el seu curs forma el llac des Rousses, d'on surt i desemboca en el llac de Joux, ja dins de Suïssa. A partir del llac de Joux, es submergeix en el terreny calcari del Jura i, després d'un recorregut subterrani de 4 km, reapareix a les Coves de Vallorbe (Suïssa). D'allà continua el seu recorregut pel cantó de Vaud. Poc després de passar per la ciutat d'Orbe, recull al seu principal afluent, el Talent, per prendre després el nom de Thièle. El riu travessa Yverdon-les-Bains per desembocar en el llac de Neuchâtel, i, a través del canal de "la Thièle", arriba al llac de Bienne per finalment sortir pel canal de Nidau, una sortida artificial del llac de Bienne al riu Aar.

### Afluents
- Rierol des Epoisats
- "La Jougnena"
- El riu Talent, el seu principal afluent.

## Història
Fins a finals del segle XIX, es tenien les coves de Vallorbe com la font de l'Orbe, però un esdeveniment va revelar per primera vegada la continuïtat de les aigües entre els llacs Brenet i de Joux amb les coves de Vallorbe, va tenir lloc el 1776, quan la destrucció d'una presa construïda entre aquests llacs, va pertorbar les aigües de la font. Finalment, el 1894, un experiment amb tint abocat al llac de Joux va fer possible verificar la comunicació entre les aigües d'aquest llac (de Joux) i les coves de Vallorbe, fins aquell moment considerades com la font de l'Orbe.
Al principi, l'Orbe era el principal tributari del llac de Neuchâtel formant una conca endorreica, sense sortida al mar. Les contínues avingudes del riu Aar, que des de temps històrics va exposar als habitants de la plana de Vaud a fortes inundacions, van arribar a convertir en un únic llac el conjunt dels llacs de Neuchâtel i Bienne. Des del Renaixement es va pensar en controlar el nivell dels citats llacs, però no va ser fins a finals del segle xix que es van construir canals i comportes entre els llacs i el riu Aar canalitzat artificialment, en el Pla hidrològic anomenat "Correcció de les aigües del Jura". Des de llavors l'Orbe és tributari del riu Aar en la conca del Rin. Les gorges de l'Orbe han estat un parc natural des de 1970.

## Curs

### A França
- Les Rousses
- Llac des Rousses
- Bois-d'Amont

### A Suïssa
- Cantó de Vaud
  - Le Chenit
  - Llac de Joux
  - Le Pont
  - Curs subterrani
  - Vallorbe
  - Les Clées
  - Orbe
  - Rep el nom de Thièle o Thielle
  - Yverdon-les-Bains
  - Llac de Neuchâtel
- Cantó de Neuchâtel
  - La Tène
  - Le Landeron
- Cantó de Berna
  - Rep el nom de Zihl
  - Llac de Bienne
  - Bienne
  - Canal de Nidau-Büren Nidau (Aar)